# Elmer Møller
Elmer Møller (* 9. Juli 2003 in Aarhus) ist ein dänischer Tennisspieler.

## Karriere
Møller war von 2016 bis 2021 auf der ITF Junior Tour aktiv und nahm während dieser Zeit zweimal an Grand-Slam-Turnieren teil, schied dort jedoch sowohl im Einzel als auch im Doppel in der ersten Runde aus. Zwischen 2018 und 2019 gewann er insgesamt sechs Einzeltitel sowie einen Doppeltitel. Seine beste Platzierung in der Junioren-Rangliste erreichte er mit Rang 21.
Sein erstes Profimatch bestritt Møller 2019. Ab 2022 spielte er regelmäßig auf der ITF Future Tour, der drittklassigen Ebene des Profitennis. Im Oktober desselben Jahres gewann er seinen ersten Future-Titel und beendete das Jahr auf Platz 727 der Weltrangliste. 2023 erreichte er bei sechs Futures das Finale, von denen er drei im Einzel gewann. Außerdem holte er seinen ersten Doppeltitel auf dieser Ebene. Diese Erfolge ermöglichten ihm die Teilnahme an Turnieren der ATP Challenger Tour, wo er erste Siege erzielte.
2024 war Møller sowohl auf der Future- als auch auf der Challenger-Ebene erfolgreich. Mit zwei weiteren Future-Titeln erhöhte er seine Gesamtbilanz auf sechs Einzeltitel und wurde mit 20 Jahren zum jüngsten Dänen, der fünf oder mehr Future-Turniere gewinnen konnte.
Sein erstes Challenger-Viertelfinale erreichte er beim Turnier in Oeiras, was ihm bis Mai noch zwei weitere Male gelang. Im August stand er bei den Schwaben Open in seinem ersten Challenger-Finale, unterlag jedoch Timofei Skatow in drei Sätzen. Auch das Finale des Turniers in Liberec ging nach drei Sätzen an seinen Gegner Hugo Dellien.
Einen bedeutenden Sieg feierte Møller beim Turnier in Lissabon, wo er die Nummer 92 der Welt, Thiago Agustín Tirante, schlug. Er erreichte das Halbfinale, verlor dort jedoch gegen Raphaël Collignon. Im Herbst bestritt er das Finale des Turniers in Lima und unterlag Vít Kopřiva, während er sich beim Turnier in Braga aus der Qualifikation ins Hauptfeld spielte und alle Matches ohne Satzverlust gewann. Im Finale besiegte er Daniel Elahi Galán mit 6:4, 7:6. Während des Turniers besiegte er vier Linkshänder in Folge, was die Stärke seiner Rückhand unter Beweis stellte. Mit Rang 153 erreichte er sein Karrierehoch.
Seit 2022 gehört Møller zum Kader der dänischen Davis-Cup-Mannschaft. Seine bisherige Bilanz liegt bei 4:2. Zu seinen größten Erfolgen zählt ein Sieg gegen den Top-40-Spieler Alexander Bublik in der Begegnung gegen Kasachstan.

## Erfolge
| Legende (Anzahl der Siege) |
| Grand Slam                 |
| ATP Finals                 |
| ATP Tour Masters 1000      |
| ATP Tour 500               |
| ATP Tour 250               |
| ATP Challenger Tour (3)    |

### Einzel

#### Turniersiege
| Nr. | Datum           | Turnier | Belag | Finalgegner        | Ergebnis       |
| --- | --------------- | ------- | ----- | ------------------ | -------------- |
| 1.  | 6. Oktober 2024 | Braga   | Sand  | Daniel Elahi Galán | 6:4, 7:64      |
| 2.  | 20. April 2025  | Oeiras  | Sand  | Francisco Comesaña | 6:0, 6:4       |
| 3.  | 13. Juli 2025   | Iași    | Sand  | Titouan Droguet    | 3:6, 6:1, 7:62 |